# 엔가루역
엔가루역(일본어: 遠軽駅)은 일본 홋카이도 몬베쓰 군 엔가루정에 위치한 홋카이도 여객철도 세키호쿠 본선의 철도역이다. 역 번호는 A50이며, 단선 · 섬식의 형태를 합친 2면 4선 구조의 복합 승강장을 갖춘 지상역이다.

## 타는 곳
| 1 | ■ 세키호쿠 본선 | (하행) | 이쿠타하라 · 기타미 · 아바시리 방면 |               |
| 1 | ■ 세키호쿠 본선 | (상행) | 시라타키 · 아사히카와 · 삿포로 방면 | (특급 · 쾌속) |
| 2 | ■ 세키호쿠 본선 | (상행) | 시라타키 · 아사히카와 방면          | (보통)        |
| 3 | ■ 세키호쿠 본선 | (하행) | 이쿠타하라 · 기타미 · 아바시리 방면 | (보통의 일부) |

## 이용 현황
| 승차 인원 추이 | 승차 인원 추이 |
| 연도           | 1일 평균       |
| -------------- | -------------- |
| 2008           | 274            |
| 2009           | 270            |
| 2010           | 260            |
| 2011           | 276            |
| 2012           | 269            |

## 역 주변
- 엔가루 정청
- 엔가루 신용 금고 본점
- 호쿠요 은행 엔가루 지점

## 역명의 유래

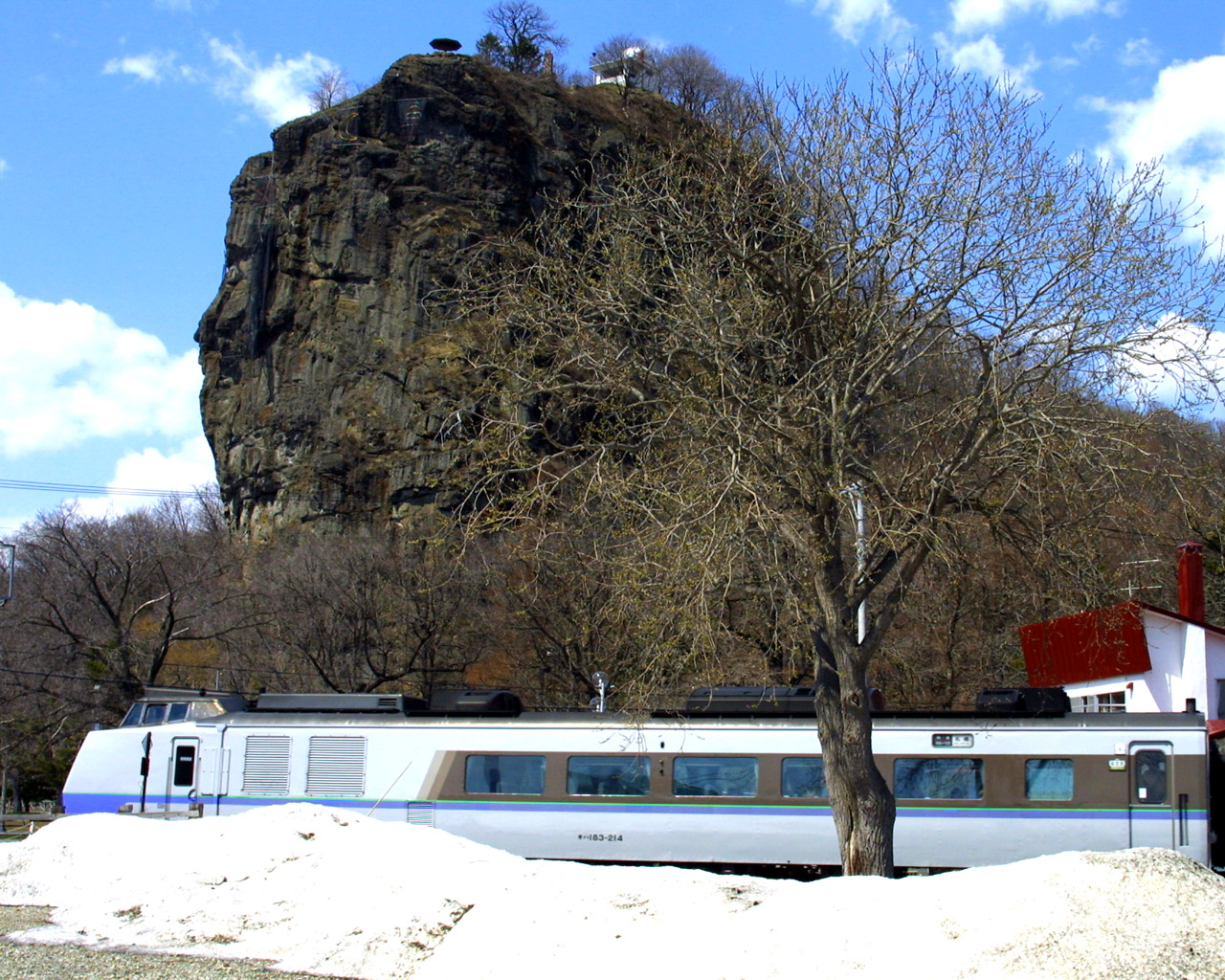
감망 바위 기슭을 달리는 특급 오호츠크

현지에서는 역의 아사히카와에 인접한 감망 바위(가은보우는, 지상고 78m)을 지칭하던 전망 좋은 고지대를 나타내 아이누어"잉칼시"(inkar-us-i, 바라보는, 언제나 하는소)가 전와된 것.
1901년우편 노선 개통에 따른 새 우체국 설치 때문에 현지를 시찰한 삿포로 우체국 관리과 직원이 감망 바위를 나타내는 아이누어 명칭을 의미로 신국 명칭을 엔가루 우체국이라고 할 것이 시초이며, 후 신설된 관공서나 학교의 명칭으로 사용되며 지역 명칭으로 정착한.{<-}}

## 역 구조

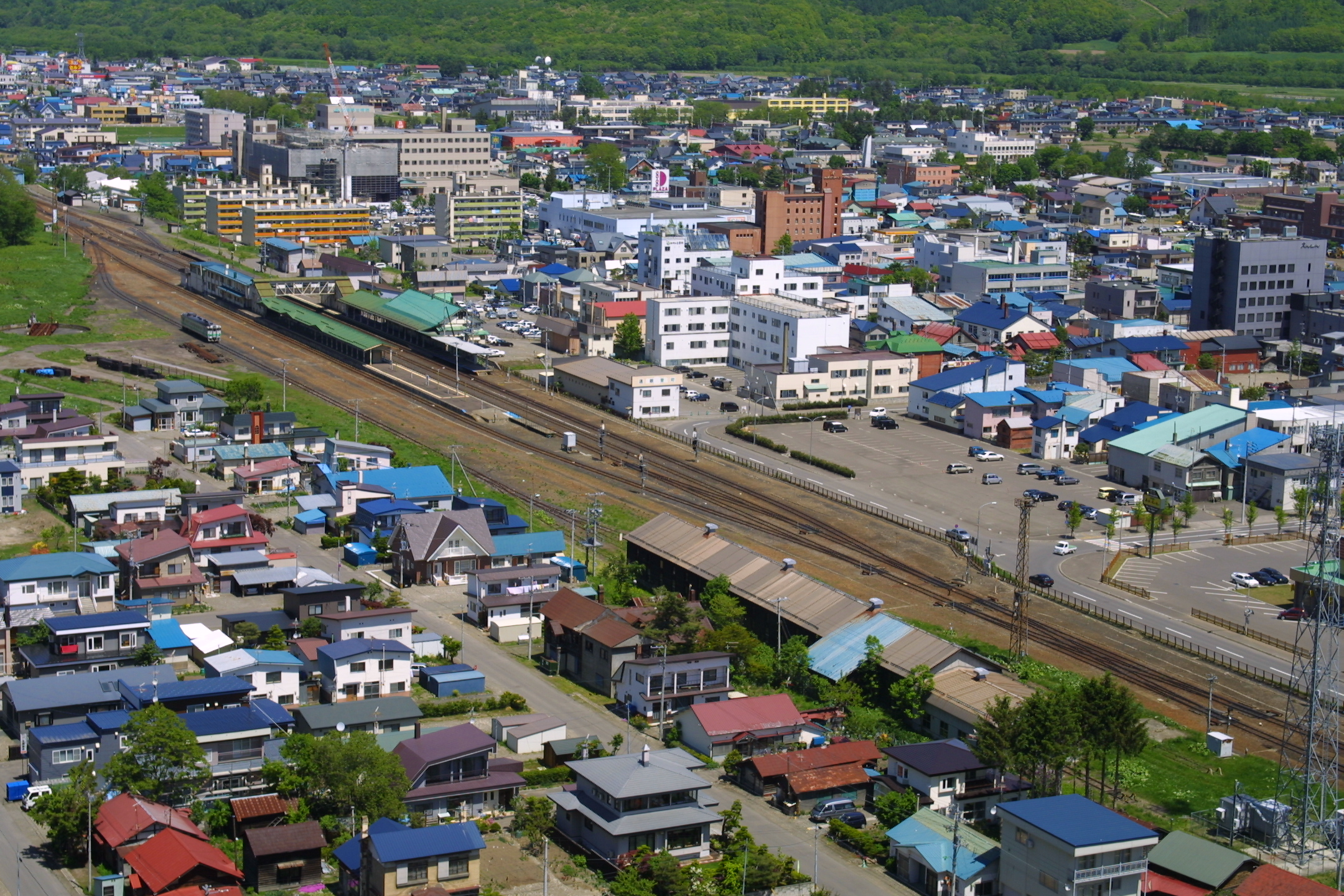
하늘에서 바라본 역 전경(2004년)

2면 4선의 단식·섬 승차장의 조합의 구조이다. 아폴로니우스의가 1개 있고 겨울에 계절 운전하는 화물 열차가 사용하고 있다(단, 출발 신호에 진로 표시기가 없어 아사히카와 방면 출발 시만).
열차는 대부분이 가장 역을 사용하지만 상행 보통 열차는 2번 정류장, 하행 보통 열차의 일부는 3번 정류장을 사용한다. 2007년(헤세이 19년)10월 하루 시간표 개정까지는 이 역에서 특급 열차끼리의 충돌이 열리며 하행 열차가 2번 정류장을 사용했다.
출발 신호는 아사히카와 방향과 키타미 방면으로 방향 지시가 떨어져진로 표시기가 있지만 아폴로니우스의 진로 표시기가 없어, 아사히카와 방면에 고정되어 있다. 홈 사이의 이동은 과선 다리를 쓴다.
직원 배치 역. 역사 개방 시간은 5시 30분-22시에 녹색 창구(영업 시간:7시 35분-19시 50분)· 서서 먹는 메밀 국수, 우동 가게가 있다. 영업 담당 직원이 부재의 이른 아침·야간 영업 무인 역 취급이 되지만 신호 취급을 하는 수송 담당 직원은 종일 배치되고 있다.
2006년 3월 17일까지 및 2008년 3월 17일까지 겨울 기간은 24시간 개방되고 있었다. 예전 운전되고 있던 야행"오호츠크"에 맞추어 길거리 소바점이 24시~25시 사이 심야 영업한 바 있다.
나요로 본선 폐지 전에는 가장 역 홈의 유베쓰 분 반대편에 0번 정류장이 존재하고 나요로 본선의 열차가 다시 운전에 사용했다.
홈에는 전구식 승강장 안내판을 마련하고 아사히카와·삿포로 방향과 키타미·아바시리 방면의 2방향별로 번선만 안내하고 있으며 나요로 선 폐지 후에도 "몬베쓰·나요로 방면"란이 불량 점등인 채로 남아 있다.

## 인접정차역
| 세키호쿠 본선                | 세키호쿠 본선                 | 세키호쿠 본선              |
| ---------------------------- | ----------------------------- | -------------------------- |
| 마루셋푸 A48 아사히카와 방면 | ■ 세키호쿠 본선 특급 '기타미' | 야스쿠니 A51 기타미 방면   |
| 세키호쿠 본선                |                               |                            |
| 세토세 A49 신아사히카와 방면 | ■ 세키호쿠 본선 보통          | 야스쿠니 A51 아바시리 방면 |